# ウラジーミル・ヴァルチコフ
ウラジーミル・ミカライェヴィチ・ヴァルチコウ（ベラルーシ語: Уладзімір Мікалаевіч Валчкоў, ラテン文字転写: Uładzimir Mikałajevič Vałčkoŭ〈ウラジーミル・ヴァルチュコフ〉; ロシア語: Владимир Николаевич Волчков、1978年4月7日 - ）は、ベラルーシ・ミンスク出身の男子プロテニス選手。2000年ウィンブルドン選手権男子シングルスでベスト4に進出した。ATPツアーでシングルスの優勝はないが、ダブルスで1勝を挙げた。身長180cm、体重76kg。右利き、バックハンド・ストロークは両手打ち。

## 来歴
7歳からテニスを始める。1995年にプロ転向。
2000年ウィンブルドン選手権では当時世界ランキング237位で予選から勝ち上がって4大大会自己最高のベスト4に進出した。準決勝でピート・サンプラスに 6–7, 2–6, 4–6 で敗れた。2001年ウィンブルドン選手権でマックス・ミルヌイと組んだダブルスでベスト4に進出している。
2003年2月、サンノゼ大会のダブルスで李亨澤と組んで優勝した。これが唯一のATPツアータイトルになった。2004年にはデビスカップベラルーシ代表のワールドグループベスト4進出に貢献した。
ボルチコフは2000年シドニーオリンピックと2004年アテネオリンピックにベラルーシ代表として出場している。シドニー五輪ではマックス・ミルヌイと組んだダブルスでベスト8に進出している。
2008年7月のデビスカップを最後に30歳で現役を引退した。
2015年よりデビスカップベラルーシ代表の監督を務めている。

## ATPツアー決勝進出結果

### シングルス: 1回 (0勝1敗)
| 大会グレード                                  |
| グランドスラム (0-0)                          |
| テニス・マスターズ・カップ (0-0)              |
| ATPマスターズシリーズ (0-0)                   |
| ATPインターナショナルシリーズ・ゴールド (0-0) |
| ATPインターナショナルシリーズ (0–1)           |

| サーフェス別タイトル |
| ハード (0–1)         |
| クレー (0-0)         |
| 芝 (0-0)             |
| カーペット (0-0)     |

| 結果   | No. | 決勝日        | 大会         | サーフェス | 対戦相手                   | スコア      |
| ------ | --- | ------------- | ------------ | ---------- | -------------------------- | ----------- |
| 準優勝 | 1.  | 2002年9月16日 | タシュケント | ハード     | エフゲニー・カフェルニコフ | 6–7(6), 5–7 |

### ダブルス: 1回 (1勝0敗)
| 結果 | No. | 決勝日        | 大会     | サーフェス    | パートナー | 対戦相手                                        | スコア        |
| ---- | --- | ------------- | -------- | ------------- | ---------- | ----------------------------------------------- | ------------- |
| 優勝 | 1.  | 2003年2月10日 | サンノゼ | ハード (室内) | 李亨澤     | ポール・ゴールドスタイン ロバート・ケンドリック | 7–5, 4–6, 6–3 |

## 4大大会シングルス成績
略語の説明
| W | F | SF | QF | #R | RR | Q# | LQ | A | Z# | PO | G | S | B | NMS | P | NH |

W=優勝, F=準優勝, SF=ベスト4, QF=ベスト8, #R=#回戦敗退, RR=ラウンドロビン敗退, Q#=予選#回戦敗退, LQ=予選敗退, A=大会不参加, Z#=デビスカップ/BJKカップ地域ゾーン, PO=デビスカップ/BJKカッププレーオフ, G=オリンピック金メダル, S=オリンピック銀メダル, B=オリンピック銅メダル, NMS=マスターズシリーズから降格, P=開催延期, NH=開催なし.
| 大会           | 1998 | 1999 | 2000 | 2001 | 2002 | 2003 | 2004 | 2005 | 2006 | 通算成績 |
| -------------- | ---- | ---- | ---- | ---- | ---- | ---- | ---- | ---- | ---- | -------- |
| 全豪オープン   | A    | 1R   | A    | 1R   | 2R   | 1R   | A    | A    | LQ   | 1–4      |
| 全仏オープン   | A    | 1R   | A    | 1R   | LQ   | 1R   | 2R   | A    | A    | 1–4      |
| ウィンブルドン | 3R   | 1R   | SF   | 1R   | LQ   | 1R   | A    | LQ   | A    | 7–5      |
| 全米オープン   | LQ   | LQ   | A    | 2R   | LQ   | 1R   | A    | LQ   | A    | 1–2      |